# Herbert Friedl
Herbert Friedl (* 22. November 1943 in Unterweitersdorf; † 27. Juli 2018) war ein österreichischer Maler, Grafiker, Raum- und Objektgestalter.

## Leben und Wirken
Friedl entstammte einer Arbeiterfamilie bäuerlicher Herkunft und schloss zunächst eine Tischlerlehre ab, bevor er an der Höheren Technischen Bundeslehranstalt Linz die Abteilung Grafik-Design besuchte. Jahrelang war er Gasthörer an der Hochschule für künstlerische und industrielle Gestaltung Linz und nahm an mehreren Künstlersymposien und Sommerakademien teil. Ab 1978 war er freischaffend in den Bereichen Malerei, Druckgrafik, Objekt- und Raumgestaltung tätig. Er lebte und arbeitete in Pregarten und Linz, wobei er sich mit seinem unmittelbaren, ihn prägenden Lebensraum auseinandersetzte.
Während er Ende der 1970er-Jahre Radierungen anfertigte, entstanden ab Beginn der 1990er-Jahre abstrahierte, zeichenhafte Bilder in Holzschnitt. Ab 1999 fertigte er Arbeiten in der Technik des Mezzotinto. Er nahm an zahlreichen Ausstellungen im In- und Ausland teil und war immer wieder Preisträger bei Wettbewerben. Es wurden mehrere Ausstellungskataloge publiziert, weiters wurden Rundfunk- und Fernsehsendungen über einzelne Projekte und Arbeiten von ihm produziert.
Mehrere seiner Zyklen fanden große Beachtung, weil sie auf ihre Weise Widerstand gegen die Strategie des Vergessens leisten.
Friedl gestaltete eine Reihe von Meditations- und Sakralräumen, darunter von 1999 bis 2003 die Euthanasie-Gedenkstätte im Schloss Hartheim.
Er wurde in Pregarten bestattet.
Friedl war Mitglied der Zülow Gruppe, der Berufsvereinigung bildender Künstler Oberösterreichs sowie des Oberösterreichischen Kunstvereins.

## Werke
Werke Friedls im öffentlichen Raum:

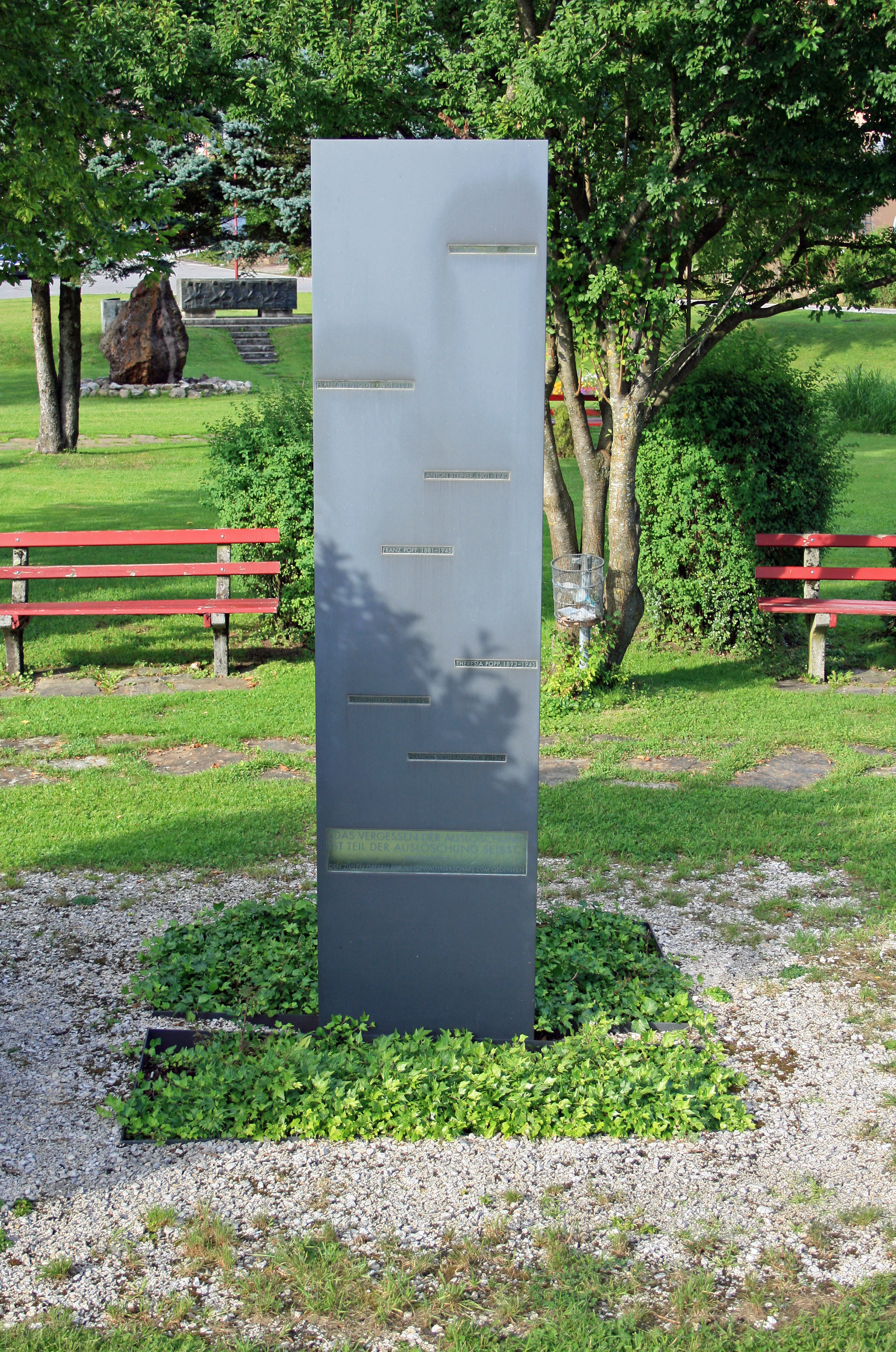
Mollner Mahnmal für die zivilen Opfer des Nationalsozialismus, ursprünglich im Gemeindepark, seit 2012 beim Bürger- und Musikzentrum in Molln

- Donaukiesel vor dem Seelsorgezentrum Solarcity[9]
- Mollner Mahnmal für die zivilen Opfer des Nationalsozialismus[10]
- Innenraumgestaltung der Pfarrkirche Treffling
- Kreuzweg der Pfarrkirche Altenberg
- Gestaltung der Gedenkstätte im Lern- und Gedenkort Schloss Hartheim[11]
- Jakob-Gapp-Denkmal beim Bildungshaus Greisinghof in Tragwein
- Mahnmal "Mühlviertler Menschenjagd" in Wartberg ob der Aist
- Ambo, Volksaltar und Aktualisierung des Führich-Kreuzwegs in der Pfarrkirche Pregarten

Illustrationen
- Heribert Erhart: Niemand wollte es getan haben ... Texte und Bilder zur „Mühlviertler Hasenjagd“, Edition Geschichte der Heimat, Grünbach 1996, ISBN 978-3-900943-41-7.
- Franz Xaver Hofer: Das Ich im Freien, Lyrischer Kalender, Gedichte, mit Holzschnitten von Herbert Friedl, Brunnenthal (Edition Landstrichextra) 2007, ISBN 978-3-9501807-6-3.

## Einzelausstellungen
- Schattenwelten – Herbert Friedl/Druckgrafik, Kubin-Haus in Zwickledt, Wernstein am Inn (2000)
- Realität der Leidensspuren, KZ-Gedenkstätte Mauthausen (2007)
- Herbert Friedl. Passion Radierungen, Landeskulturzentrum Ursulinenhof, Linz (2009)
- signa crucis – Kreuzzeichen, Druckgrafik, Martin-Luther-Kirche, Linz (2010)
- Architekturbezogene Werke im öffentlichen Raum von Herbert Friedl, Kulturhaus Bruckmühle, Pregarten

## Auszeichnungen
- Ernennung zum Professor h.c. (2005)